# Новое Райдино
 Новое Райдино  — деревня в Максатихинском районе Тверской области. Входит в состав Рыбинского сельского поселения.

## География
Находится в северо-восточной части Тверской области на расстоянии приблизительно 8 км по прямой на северо-запад от районного центра поселка Максатиха.

## История
Деревня была отмечена уже только на карте 1940 года как поселение (тогда Райдино) с 9 дворами. До 2014 года входила в Ручковское сельское поселение.

## Население
Численность населения: 5 человек (русские 80 %) в 2002 году, 1 в 2010.